# Akhtar Mansur
Akhtar Mohammed Mansur  (paschtunisch ملا اختر محمد منصور DMG Mullā Aḫtar Muḥammad Manṣūr; * zwischen 1960 und 1970; † 21. Mai 2016 bei Dalbandin im Distrikt Chagai in der pakistanischen Provinz Belutschistan), auch als Mullah Mansur bekannt, war seit dem Tod von Mohammed Omar 2013 Anführer der Taliban.

## Persönliches
Es wird angenommen, dass Mansur in den 1960er Jahren in Kariz, einem Dorf im Distrikt Maiwand in der Provinz Kandahar, geboren wurde. Ethnisch gehörte er dem Volk der Paschtunen und dem Stamm der Ishaqzai an.

## Afghanistankrieg gegen die Sowjetunion
Während des Krieges zwischen der Sowjetunion und den Mudschahidin in den 1980er Jahren schloss Mansur sich der Mohammad-Nabi-Mohammadi-Gruppe an. Mohammed Omar war zu dieser Zeit Kommandant in einer der Gruppen von Mohammad Nabi Mohammadi. Mansur wurde im Krieg gegen die Sowjetunion unter anderem in Maiwand, Sang-e-Hessar und Zangawar eingesetzt. Schon bald galt Mansur als einer der prominentesten Mudschaheddin, so schloss er sich im afghanischen Bürgerkrieg der Maulvi-Obaidullah-Ishaqzai-Truppe im Jahr 1987 an, der Krieg ging jedoch verloren und Mansurs Truppe musste kapitulieren. Mansur wanderte anschließend nach Quetta aus.
Nach dem Krieg nahm Mansur an theologischen Seminaren in Peschawar teil und schloss sich dem Jalozai-Camp an. Weiterhin war er zwischen 1994 und 1995 Schüler an der Darul Uloom Haqqania-Madrasa, an der auch Mohammed Omar gelernt hat. Dem afghanischen Journalisten Sami Yousafzai zufolge war Mansur bereits zu dieser Zeit populär unter den Schülern.

## Islamisches Emirat Afghanistan
Nach der Ausrufung des Islamischen Emirats Afghanistan durch die Taliban im Oktober 1997 war Mansur zunächst mit der Aufgabe des Sicherheitsbeauftragten des Flughafens Kandahar betraut. Später wurde er von Mohammed Omar, der Staatsoberhaupt des ausgerufenen Emirats wurde, zum Luftfahrtminister ernannt.
Bei einem erfolglosen Einnahmeversuch der nordafghanischen Stadt Masar-e Scharif durch die Taliban im Jahr 1997 wurde Mansur durch einen usbekischen Warlord gefangen genommen. Nach zwei Monaten kam er durch einen Gefangenenaustausch, veranlasst von Mohammed Omar, wieder frei.
Er wurde angeblich von Anand Arni, einem ehemaligen Offizier der Research and Analysis Wing-Organisation, dabei gesehen, wie er den damaligen Führer der Jaish-e Mohammed Maulana Masud Azhar nach seiner Freilassung umarmte.
Nach dem Zerfall der Islamischen Emirate Afghanistan im Jahr 2001 bat er den afghanischen Präsidenten Hamid Karzai um Amnestie, die ihm anschließend gewährt wurde. Die amerikanischen Streitkräfte glaubten jedoch nicht an die Kapitulation der Taliban und versuchten, Mansur aufzuspüren und ihn in Gefangenschaft zu nehmen, was nicht gelang. Mansur floh nach Pakistan und begann dort, die Taliban zu reorganisieren.

## Quetta Shura und Taliban-Aufstand
Dem Indian Express nach war Akhtar Mansur im Jahr 2007 bei der Quetta Shura, einer Organisation und einer Art verlängerter Arm der Taliban in Pakistan.
Quellen zufolge hatte Mansur während seiner Zeit als Rat der Taliban Einfluss auf militärische Operationen in Chost, Paktia und Paktika. Anderen Quellen zufolge war Mansur 2010 Stellvertreter von Mohammed Omar, de facto also die „Nummer Zwei“ der Taliban. In einem – allerdings widersprüchlichen – Bericht dagegen heißt es, Mansur wurde nach der Verhaftung von Abdul Ghani Baradar, der damaligen Nummer zwei der Taliban, zum Stellvertreter von Mohammed Omar.
Dem früheren Taliban-Mitglied Wahid Muzhda zufolge überzeugte Mansur 2013 andere ranghohe Taliban-Mitglieder zu Verhandlungen mit westlichen Staaten. Dies wurde jedoch teilweise innerhalb der Taliban kritisiert.
2014 soll Mansur, zusammen mit Abdul Qayum Zakir und Gul Agha Ishakzai, gegen den Mitbegründer der Taliban Abdul Ghani Baradar um die Einnahme einer Opiumplantage im Maiwand-Distrikt gekämpft haben.

## Führer der Taliban
Ende Juli 2015 bestätigten die Taliban den Tod von Mohammed Omar und gaben kurz darauf bekannt, Akhtar Mansur als neuen Taliban-Führer „einstimmig“ gewählt zu haben. Mansur wurde allerdings von Teilen der Taliban und insbesondere von Omars Familie nicht anerkannt, da er Pakistan zu nahe stehe und Friedensgespräche befürworte. So erklärte Muhammad Omars Bruder Abdul Manan in einer Audiobotschaft: „Unsere Familie hat angesichts dieser Differenzen niemandem die Gefolgschaft erklärt.“ Abdul Manan und Militärchef Abdul Qayum Zakir sowie andere ranghohe Taliban-Mitglieder befürworteten stattdessen Mohammed Omars Sohn Muhammad Yaqoob als neuen Führer.
Am 13. August 2015 schwor der Al-Qaida-Führer Aiman az-Zawahiri über Al-Qaidas Medienkanal As-Sahab Akhtar Mansur die Treue.
Seine erste Botschaft als Führer veröffentlichte Mansur am 1. August 2015 in einer Audiobotschaft, in der er die Taliban zu Geschlossenheit aufforderte und erklärte, dass Differenzen nur zu unnötigen Problemen führen würden. Weiterhin gab er als Ziel der Taliban aus, die Einführung der Scharia und die Errichtung eines islamischen Staates durchzusetzen; zudem werde der Dschihad „bis zum Schluss“ fortgesetzt. Unter seiner Führung zerfielen die Taliban in verfeindete Gruppen.

## Tod
Im Dezember 2015 gab es unbestätigte Berichte, dass Mansur am 1. Dezember 2015 während eines Schusswechsels in Pakistan bei einem Treffen mit einem ehemaligen Taliban-Kommandeur schwer verwundet worden sei und an den Folgen gestorben sein soll. Es gab allerdings keine offizielle Bestätigung seines Todes. Die Taliban dementierten Meldungen über Mansurs Tod.
Am 22. Mai 2016 gab das US-Verteidigungsministerium in einer Pressemitteilung bekannt, dass Mansur „sehr wahrscheinlich“ am 21. Mai in einer abgelegenen Grenzregion Pakistans nahe Afghanistan durch einen von US-Spezialkräften durchgeführten Drohneneinsatz getötet worden sei. Präsident Barack Obama soll die Erlaubnis zum Einsatz persönlich unterschrieben haben.
Bei dem Angriff auf einen Autokonvoi wurde auch ein örtlicher Taxifahrer getötet. Ein weiteres Opfer konnte nicht mehr eindeutig identifiziert werden; es wurde lediglich ein pakistanischer Reisepass auf den Namen Wali Muhammad gefunden, dessen Foto Mansur zeigt. Der Pass enthielt Stempel, die darauf hinweisen, dass Mansur fünf Stunden vor seinem Tod aus dem Iran nach Pakistan zurückgekehrt war. Mansur tat dies, nachdem er am 24. April 2016 über denselben Grenzposten, den Taftan Transit Point, nach Pakistan ausgereist war. Zudem nahm eine Standard-Passfotokontrolle ein Bild von ihm während seiner Wiedereinreise auf. Der Pass enthielt laut Aussage eines Reporters von Voice of America mehrere Aus- und Einreisestempel für Reisen nach Karatschi in Pakistan und Dubai im Zeitraum zwischen 2006 und 2013.
Der US-amerikanische Heimatschutzminister Jeh Johnson erklärte, es werde mehrere Tage dauern, ehe die USA den Tod Mansurs offiziell anerkennen würden.  Sowohl afghanische Geheimdienstquellen als auch die Taliban bestätigten jedoch Mansurs Tod.
Am 25. Mai 2016 gab ein Komitee aus Taliban bekannt, dass Mansur getötet worden sei. Haibatullah Achundsada sei der neue Anführer.
Mansurs Aufenthalt in Pakistan, seine Reise in den Iran und die mangelnde Kooperation pakistanischer Behörden bei der Suche nach ihm wurden in einem Bericht der New York Times im Mai 2016 als Beleg dafür gewertet, dass Mansur von pakistanischen Behörden beschützt wurde.